# Törbel
Törbel (toponimo tedesco) è un comune svizzero di 471 abitanti del Canton Vallese, nel distretto di Visp.

## Monumenti e luoghi d'interesse
- Chiesa parrocchiale cattolica di San Teodulo, eretta nel 1642 e ricostruita nel 1962[1].

## Società

### Evoluzione demografica
L'evoluzione demografica è riportata nella seguente tabella:
Abitanti censiti

## Amministrazione
Ogni famiglia originaria del luogo fa parte del cosiddetto comune patriziale e ha la responsabilità della manutenzione di ogni bene ricadente all'interno dei confini del comune.